# Magda Julin
Magda Julin (n. 24 iulie 1894, Vichy, Auvergne, Franța – d. 21 decembrie 1990, Nacka församling⁠(d), Comitatul Stockholm, Suedia) a fost o patinatoare artistică ce a reprezentat Suedia, medaliată olimpică. A participat la o ediție a Jocurilor Olimpice (1920) în care a câștigat o medalie de aur.

## Participări
Lista de mai jos prezintă principalele competiții la care a participat Magda Julin de-a lungul carierei.
- patinage artistique aux Jeux olympiques d'été de 1920 – individuel dames[*]